# 阮文理 (阮朝)

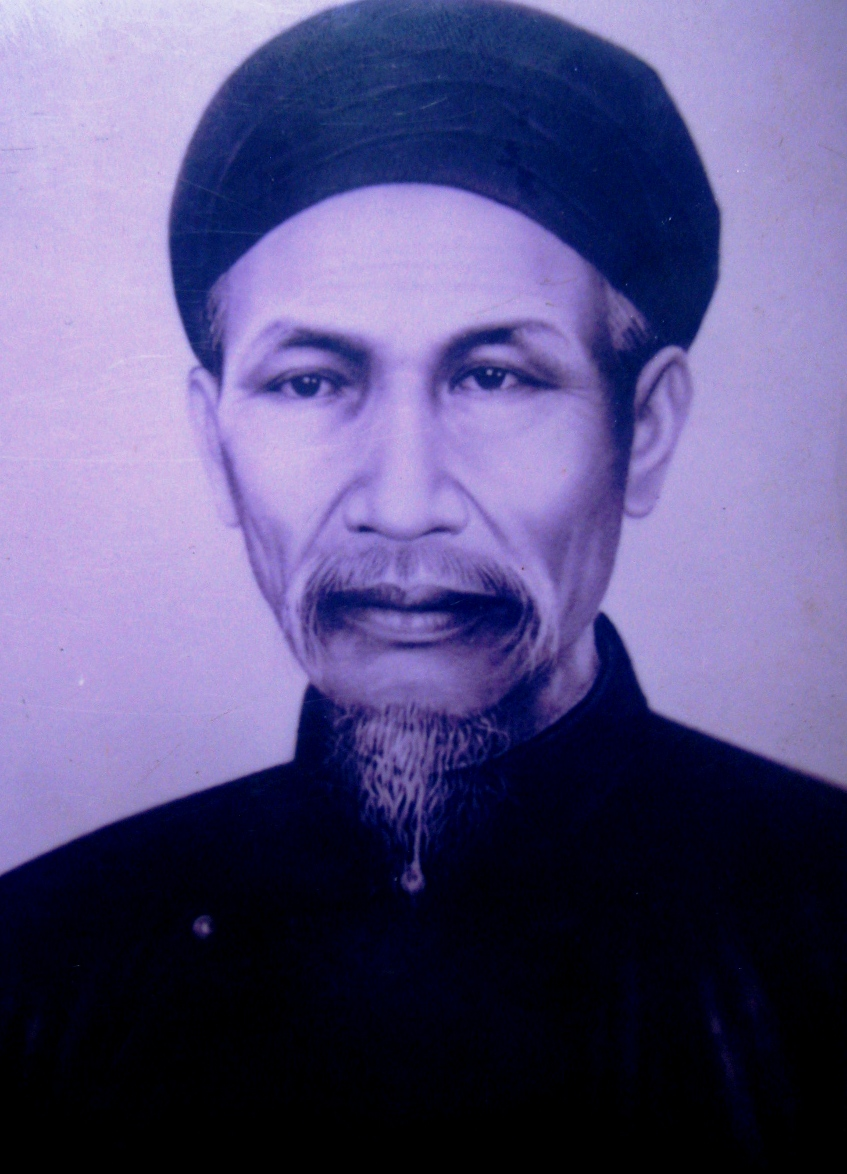
阮文理

阮文理（越南语：／；1795年4月24日—1868年10月2日），字循甫（越南语：／），號志亭（越南语：／）、志軒（越南语：／），別號東溪（越南语：／），越南阮朝官員、儒學學者。

## 生平
阮文理是河內省怀德府壽昌縣金莲总東作坊中寺村（今属河內市栋多郡金莲坊）人，景盛三年三月六日（1795年4月24日）出生。高祖阮文熙在後黎朝官至工部尚書，爵顯郡公。其後家族多出儒者。
阮文理少年時期便以學問為志。明命六年（1825年），參加昇隆場鄉試，考中舉人第三名。明命十三年（1832年），考中進士，授翰林院編修，補順安府知府。後轉任吏部員外郎，累遷郎中。紹治初年任富安按察使，後因事免職，起復後又因病辭官返鄉。在河內擔任常信府教授，尋領興安督學。
嗣德十四年（1861年），阮文理因精通易理，被嗣德帝召回京城，命其占卜，後禮遇送歸。不久以其老邁，加翰林院著作致仕。
嗣德二十一年八月十七日（1868年10月2日），阮文理在家去世。

## 文學
阮文理擅長作詩，在京城期間與何宗權、都御史潘伯達交往密切，從善王阮福綿審為其文集作序，稱讚他為“文學耆舊”。著有《東溪詩集》4卷、《東溪文集》5卷、《自家要語》1卷、《志軒詩草》、《東作阮氏家訓》和《壽昌東作阮氏家譜》。